# Emilio Bulgarelli
Emilio Bulgarelli   (Reggio de Calàbria, 15 de febrer de 1917 - Nàpols, 2 de febrer de 1993) va ser un waterpolista italià que va competir durant les dècades de 1930 i 1940.
El 1948 va prendre part en els Jocs Olímpics de Londres, on va guanyar la medalla d'or en la competició de waterpolo.
També guanyà el Campionat d'Europa de waterpolo de 1947 i sis lligues italianes, cinc amb el Rari Nantes Napoli (1939, 1941, 1942, 1949 i 1950) i una amb el Canottieri Olona, el 1947.